# Połomiane
Połomiane (ukr. Полум'яне) – wieś na Ukrainie na terenie rejonu włodzimierskiego w obwodzie wołyńskim, liczy 85 mieszkańców.